# Rijksakademie van beeldende kunsten

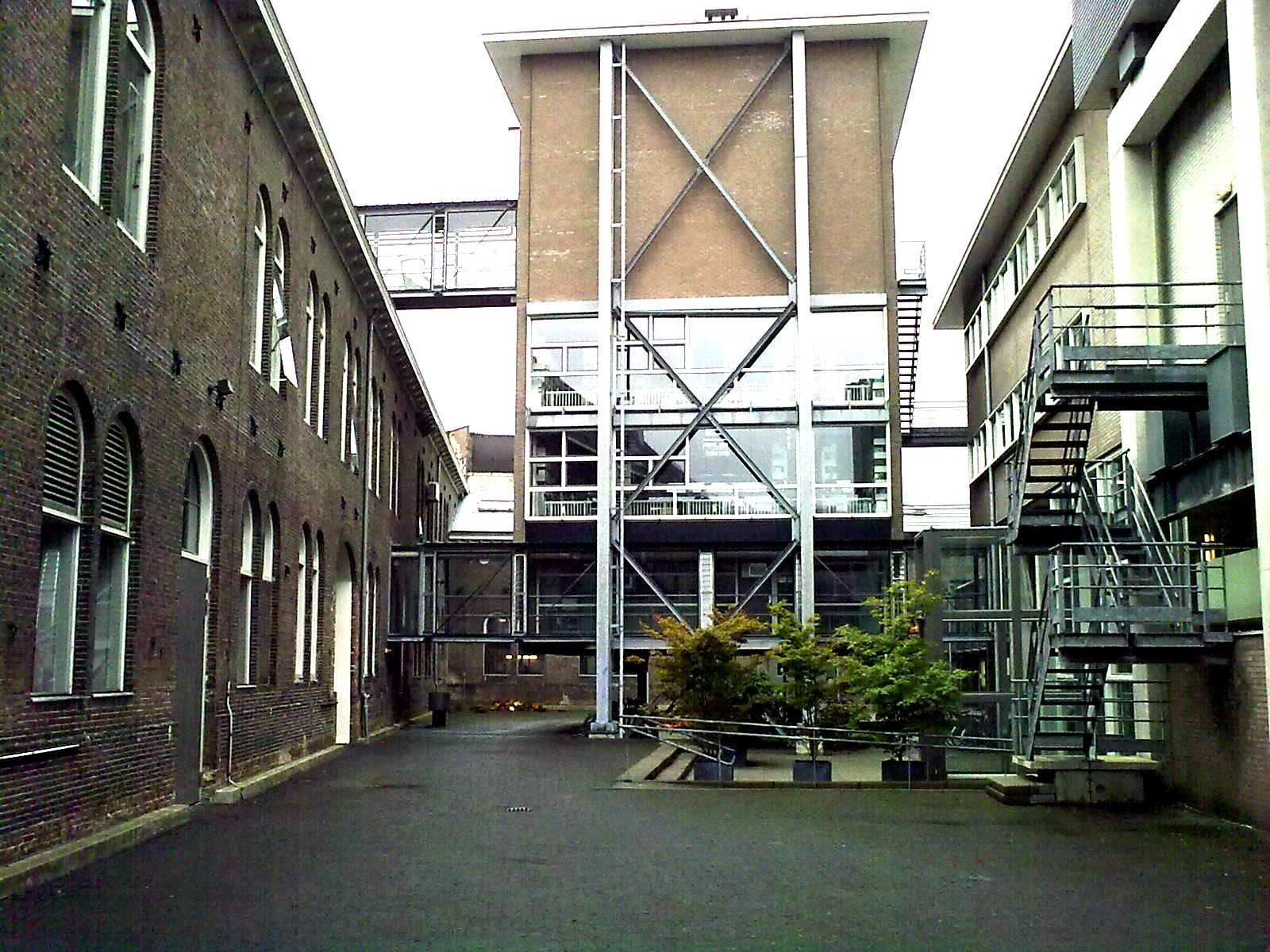
Binnenplaats Rijksakademie

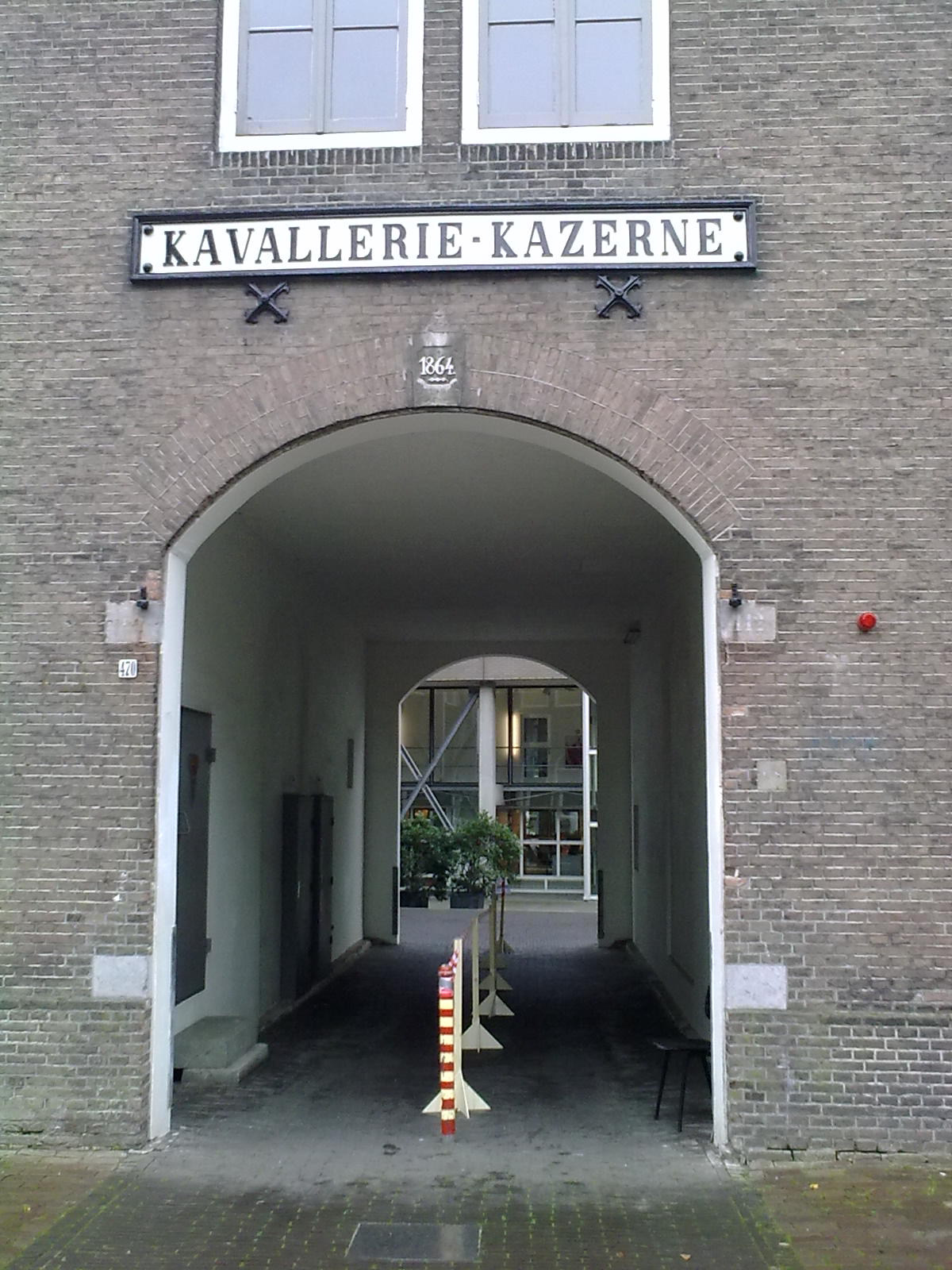
Rijksakademie: toegangspoort

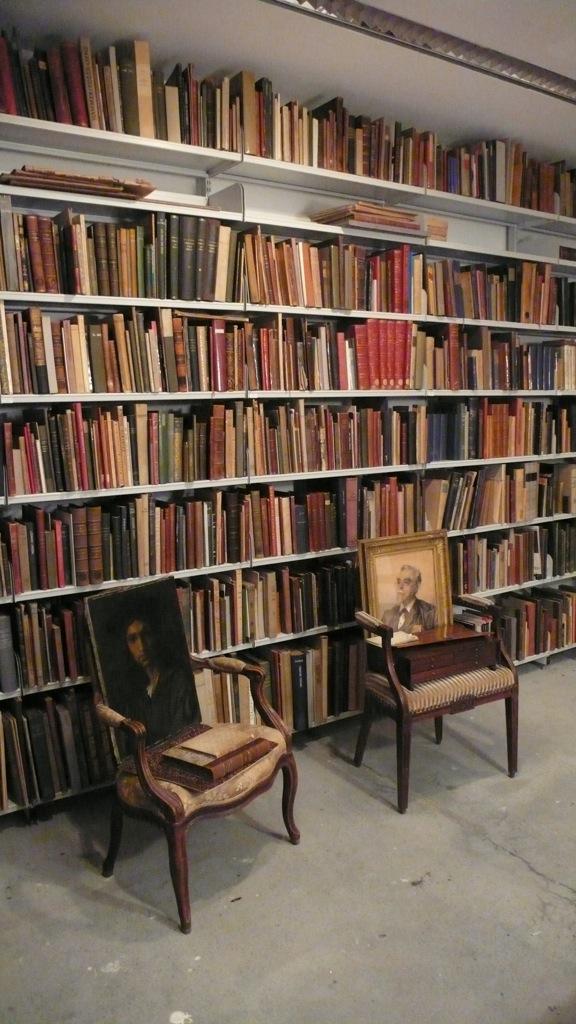
Bibliotheek in het depot van de Rijksakademie

De Rijksakademie van beeldende kunsten is een hogere kunstopleiding in Amsterdam. Ze vormt een internationaal platform voor startende kunstenaars, en biedt een residency programma van twee jaar voor ongeveer 50 (inter)nationale kunstenaars.

## Geschiedenis
De Rijksakademie werd opgericht in 1870 door koning Willem III als opvolger van de Koninklijke Akademie (1820-1870), de Stads Teekenacademie (1718-1820) en de Konstkamer (17e eeuw).
In het verleden waren kunstenaars als Jan Toorop, Hendrik Petrus Berlage, George Hendrik Breitner, Willem Wiegmans, Piet Mondriaan, Constant Nieuwenhuijs, Karel Appel, Ger Lataster, Willem Hofhuizen, Jaap Min, Jan Voerman sr. verbonden aan de Rijksakademie.
In de twintigste eeuw werd Rijksacademie nog met een 'c' geschreven en was zij gevestigd in een statig, in 1874 door stadsarchitect Bastiaan de Greef ontworpen gebouw op Stadhouderskade 86. De opleiding had een academische status, op universitair niveau.
De Rijksakademie werd niet altijd hoog aangeschreven, en werd bij de stichting in 1870 al als conservatief bestempeld. Het instituut had de Koninklijke Akademie moeten vervangen, maar dit leek niet gelukt. In 1938 schreef De Telegraaf: "De Rijksacademie behoort niet tot de dingen waarover men spreekt en zij leverde sedert vele jaren geen enkel belangrijk talent af." Na een lange discussie over het lot van de Rijksakademie, werd in 1985 besloten om de school niet op te heffen, maar de klaslokalen om te bouwen tot ateliers.
De Rijksakademie kreeg de vorm van een 'artist residency'; lesprogramma’s werden losgelaten, klaslokalen omgebouwd tot ateliers en leraren vervangen door ervaren kunstenaars (advisors) die individuele atelierbezoeken bij de residents afleggen. Het instituut kreeg de ondertitel Instituut voor Praktijkstudie en werd een postdoctorale opleiding. Eind 1999 is de Rijksakademie verzelfstandigd; de Stichting Rijksakademie wordt gefinancierd door de sectie Cultuur van het Ministerie van OCW en door andere overheden, bedrijven en fondsen.
In 2021 werden door studenten leuzen tegen de bezetting van Palestina opgehangen aan de gevel van het gebouw. Nadat op het extremistische karakter van sommige leuzen was gewezen werden de spandoeken verwijderd.
De diatheek van de Rijksakadenie werkte sinds 1960 samen met het Lichtbeelden Instituut. Deze verzameling werd in de jaren 1970 verspreid over verschillende archieven. Ook zijn ruim 2000 prenten in bruikleen gegeven aan het Rijksprentenkabinet.

## Na 1992
De Rijksakademie was vanaf de stichting in 1870 gevestigd aan de Stadhouderskade. In 1992 is ze wegens ruimtegebrek verhuisd naar de voormalige "Kavalleriekazerne" op Sarphatistraat 470. Het gebouw werd grondig verbouwd en aangepast door architect Koen van Velsen. Er zijn technische werkplaatsen ingericht voor de residents: constructie (hout, metaal, keramiek, fijnmechanica), beeld en geluid (video, film, fotografie, elektronica, interactivity, programmeren, grafiek) en chemie (verf, kunststoffen. glas). Er is een voor publiek toegankelijke bibliotheek met een uitgebreide collectie boeken en tijdschriften, een kunstcollectie die teruggaat tot de 17e eeuw en documentatiecentrum dat op afspraak toegankelijk is.
De residency-periode beslaat over het algemeen twee jaar. Jaarlijks worden uit circa 1400 aanmeldingen maximaal 25 kunstenaars geselecteerd. Circa 50 beroepskunstenaars, van wie de helft uit het buitenland afkomstig is, werken in de Rijksakademie aan onderzoek, experimenteren en ontwikkelen nieuw werk. Iedere resident heeft een eigen studio ter beschikking en kan daarnaast gebruik maken van de technische werkplaatsen, een van de vier projectruimtes en van de bibliotheek/theoriewerkplaats.
Tijdens het jaarlijkse RijksakademieOPEN weekend heeft het publiek de mogelijkheid om het werk van de residents te bekijken.

## Kunstenaars en docenten
Hieronder een beknopte lijst van kunstenaars die (als resident artists) aan de academie verbonden waren en van enkele docenten:
- Hans Aarsman
- Johannes Josephus Aarts
- Joseph Alberdingk Thijm
- August Allebé
- Mari Andriessen
- Lizzy Ansingh
- Emmanuelle Antille
- Karel Appel
- Karin Arink
- Gijs Assmann
- Erzsébet Baerveldt
- Nico Bakker
- Maria Barnas
- Jo Bauer-Stumpff
- Marius van Beek
- Willem van den Berg
- Gerti Bierenbroodspot
- Rudi Bierman
- Ansuya Blom
- Maria Boas-Zélander
- Nelly Bodenheim
- Melanie Bonajo
- Tjeerd Bottema
- Tjerk Bottema
- George Hendrik Breitner
- Jan Bronner
- Gerard Brouwer
- David Bueno de Mesquita
- Max Bueno de Mesquita
- Dirk Bus
- Heinrich Campendonk
- Roger Chailloux
- Eric Claus
- Wien Cobbenhagen
- Moos Cohen
- Eefke Cornelissen
- Wessel Couzijn
- Carel Dake
- Pieter Defesche
- An Dekker
- Antoon Derkinderen
- Jef Diederen
- Johan Dijkstra
- Tini van Doornik
- Wilhelmina Drupsteen
- Pieter Dupont
- Debora Duyvis
- Pieter Engels
- Peter Erftemeijer
- Piet Esser
- Jan Everts
- Titia Ex
- Abraham Fresco
- Alphons Freijmuth
- Jon Gardella
- Leo Gestel
- Leo Glans
- Marian Gobius
- Jan Grégoire
- Paul Grégoire
- Pier Arjen de Groot
- Ben Guntenaar
- Agnieta Gijswijt
- Henri van Haaren
- Frits van Hall
- Jurriaan van Hall
- Maja van Hall
- Ab van Hanegem
- Jan Heesters
- Abraham Hesselink
- Marianne van der Heijden
- Hubertine Heijermans
- Mathilde ter Heijne
- Piet van der Hem
- Roderick Hietbrink
- Jaap Hillenius
- Willem Hofhuizen
- Jan Hollak
- Arnoud Holleman
- Pieter Holstein
- Pieter d'Hont
- Hans van Houwelingen
- Adriana van Houweninge
- Bart van Hove
- John Frederik Hulk
- Cor Hund
- Hans IJdo
- Folkert de Jong
- Germ de Jong
- Jac. Jongert
- Nic Jonk
- Johannes Hendricus Jurres
- Jaap Kaas
- Otto de Kat
- Rene Karrer
- Arie Kater
- Nel Klaassen
- Carel Kneulman
- Hein Kocken
- Paul Kooiker
- Kees de Kort
- Anton Kristians
- Paul Kromjong
- Hildo Krop
- Dirkje Kuik
- Theo Kurpershoek
- Harry op de Laak
- Aart Lamberts
- Anna op 't Landt
- Ger Lataster
- Marius de Leeuw
- Frank Letterie
- Hubert Levigne
- Lou Loeber
- Huib Luns
- Tala Madani
- David Maljković
- Silvia Martes
- Jan Meefout
- Eva Mendlik
- Harmen Meurs
- Jaap Min
- Pieter Hendrik van Moerkerken
- Ro Mogendorff
- Theo Molkenboer
- Piet Mondriaan
- Tony Monsanto
- Paula Mouthaan
- Barbara Nanning
- Constant Nieuwenhuijs
- Jan Nieuwenhuys
- Norbert Olthuis
- Jan van Oort
- Hans Op de Beeck
- Willem den Ouden
- Charlotte van Pallandt
- Theresia van der Pant
- Willem Penaat
- Nicolaas Pieneman
- Geo Poggenbeek
- Gerard Prent
- Wilfried Put
- Marinus van Raalte
- John Rädecker
- Michael Raedecker
- Marie van Regteren Altena
- Betsy Repelius
- Ria Rettich
- Jos van Riemsdijk
- Coba Ritsema
- Suze Robertson
- Jan Roeland
- Cornelius Rogge
- Richard Roland Holst
- Gé Röling
- Marte Röling
- Matthijs Röling
- Aart Roos
- Eddy Roos
- S.H. de Roos
- Willem de Rooij
- Jan Rot
- Marjolein Rothman
- Anton Rovers
- Jos Rovers
- Marc Ruygrok
- Aart Schonk
- Sierk Schröder
- Georgine Schwartze
- Frits Sieger
- Eja Siepman van den Berg
- Jan Sierhuis
- Jant Smit
- Pierre van Soest
- Bertus Sondaar
- Ton Sondaar
- Cephas Stauthamer
- Johan Sterenberg
- Frans Stracké
- Berend Strik
- Peter Struycken
- Jacoba Surie
- Elly Tamminga
- Fiona Tan
- Albert Termote
- Frithjof van Thienen[5]
- Lammert van der Tonge
- Jan Toorop
- Albert Troost
- Willem Vaarzon Morel
- JCJ Vanderheyden
- Gerrit van der Veen
- Kees Verwey
- Roy Villevoye
- Henk Visch
- André Volten
- Tony van de Vorst
- Giny Vos
- Auke de Vries
- Erwin de Vries
- Leo de Vries
- Nicolaas van der Waay
- Marijke van Warmerdam
- Karla Wenckebach
- Betsy Westendorp-Osieck
- Gerard Westermann
- Jaap Weyand
- Han Wezelaar
- Jan Wiegers
- Matthieu Wiegman
- Willem Wiegmans
- Ruud van de Wint
- Willem Witsen
- Jan Wolkers
- Dolf Wong
- Jos Wong
- Nicolaas Wijnberg
- Henk Zweerus
- Ton Zwerver
- Maarten Zwollo